# Les Films du losange
Les Films du losange – francuska wytwórnia filmowa, założona w 1962 przez dwóch krytyków „Cahiers du cinéma”, Barbeta Schroedera i Érica Rohmera. 
Początkowo wytwórnia produkowała jedynie filmy w reżyserii Rohmera, a następnie realizowała również filmy Schroedera. W 1975 roku kontrolę nad nią przejęła Margaret Menegoz, pod której kierownictwem Les Films du losange otworzyła się na innych reżyserów. Wśród nich znajdowali się Andrzej Wajda (Danton, Biesy), Jean-Claude Brisseau (De bruit et de fureur, Białe małżeństwo) oraz Romain Goupil (Lettre pour L..., À mort la mort!). Współpracowała też z takimi reżyserami niemieckimi, jak Rainer Werner Fassbinder, Margarethe von Trotta oraz Wim Wenders. Les Films du losange zajmowała się również dystrybucją filmów fabularnych Larsa von Triera, Christine Carrière i Pierre’a Salvatori, a także takich filmów jak Festen Thomasa Vinterberga i Żegnaj, stary lądzie Otara Ioselianiego.